# Interstate 30
Pour les articles homonymes, voir I30 et Route 30.
L'Interstate 30 (I-30) est une autoroute de 366.76 miles (590.24 km) dans les états du Texas et de l'Arkansas. L'I-30 débute à l'I-20 à l'ouest de Fort Worth, Texas, se dirige vers le nord-est via Dallas et Texarkana, Texas jusqu'à l'I-40 à North Little Rock, Arkansas. L'autoroute est parallèle à la US 67, à l'exception d'un segment à l'ouest du centre-ville de Dallas. Entre les terminus, l'I-30 croise l'I-35W, l'I-35E et l'I-45. Entre les deux I-35, l'I-30 est nommée Tom Landry Freeway, au cœur du métroplex de Dallas–Fort Worth.

## Description du tracé
L'I-30 est la plus courte interstate à deux numéros se terminant avec un zéro du système des autoroutes inter-États. Les autoroutes se terminant par le chiffre zéro sont, généralement, les plus longues interstates ouest / est. Les plus grandes zones métropolitaines que l'I-30 traverse sont celles de Dallas–Fort Worth, la région métropolitaine de Texarkana et celle de Little Rock.

### Texas

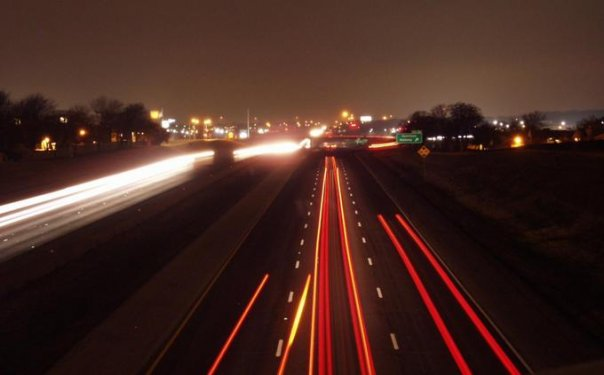
Tom Landry Freeway à Eastchase à Fort Worth, Texas

Le terminus est de l'I-30 se trouve à une intersection avec l'I-20 près d'Aledo, dans le comté de Parker. Elle se dirige ensuite près du centre-ville de Fort Worth. La section de l'autoroute entre Fort Worth et Dallas est désignée comme Tom Landry Highway en l'honneur de l'entraineur de longue date des Cowboys de Dallas. La section entre Arlington et le centre-ville de Dallas a été élargie à seize voies dans certains segments.
À Dallas, l'I-30 est connue comme East R.L. Thornton Freeway entre le centre-ville est la banlieue est de Mesquite. Le segment entre le centre-ville de Dallas à la Loop 12 (Buckner Boulevard) compte huit voies en plus d'une voie réservée aux HOV. D'ici la fin de la décennie, ce segment devrait être élargi à douze voies. Entre Rockwall et Sulphur Springs, l'I-30 forme un multiplex avec la US 67. Dans la ville de Greenville, l'I-30 est connue comme la Martin Luther King Jr. Freeway. L'autoroute continue vers le nord-est à travers le Texas de l'Est jusqu'à la frontière avec l'Arkansas.

### Arkansas

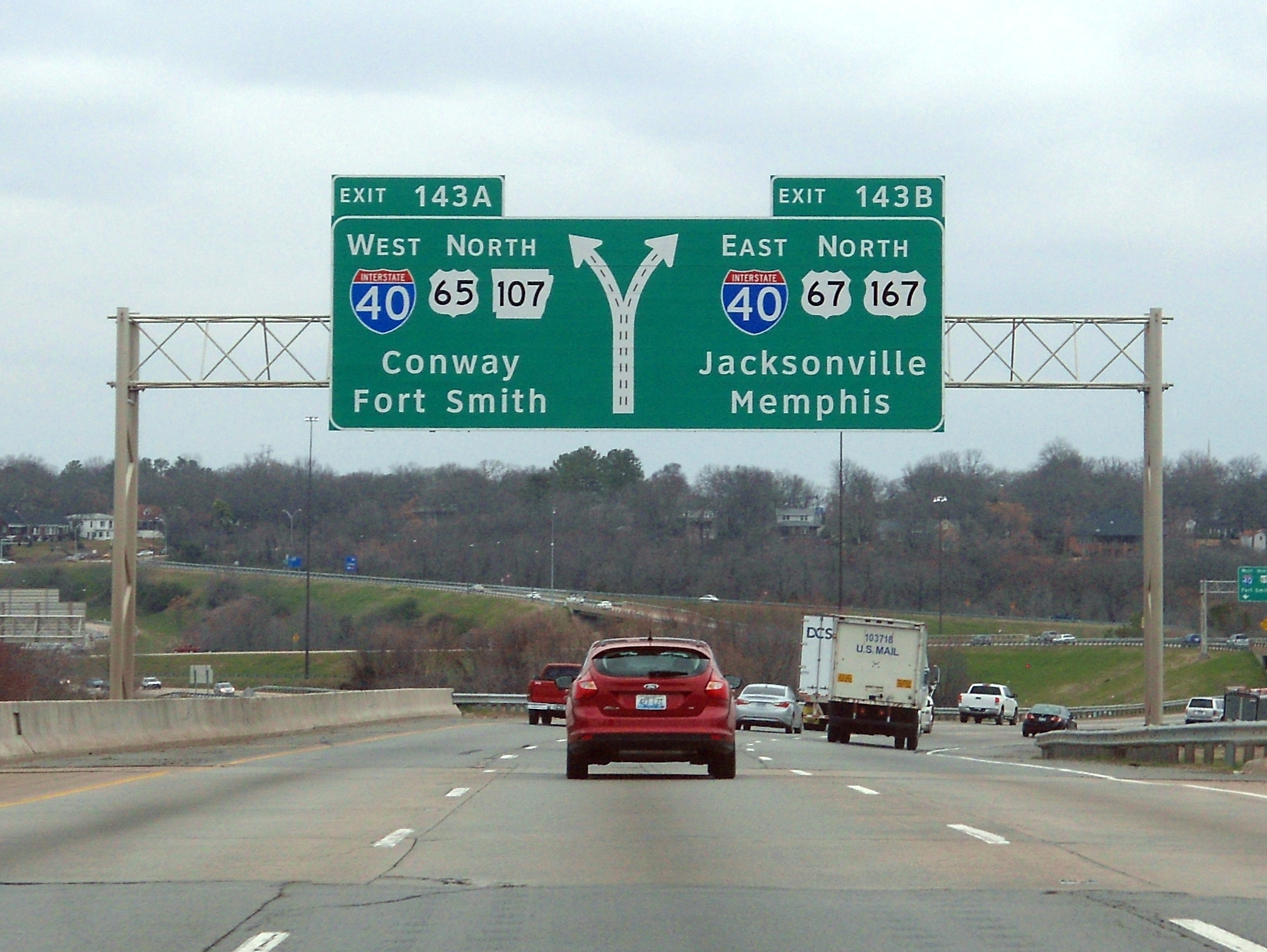
Le terminus est de l'I-30 à l'I-40 à North Little Rock, Arkansas

L'I-30 entre au sud-ouest de l'Arkansas dans la ville de Texarkana. L'I-30 croise l'I-49 pour ensuite se diriger vers le nord-est. L'autoroute passe dans la ville de Hope, le lieu de naissance de l'ancien Président Bill Clinton. L'autoroute dessert ensuite Prescott, Gurdon, Arkadelphia et Malvern. À Malvern, les automobilistes peuvent emprunter la US 70 ou la US 270 afin de voyager à Hot Springs ou au-delà, dans la Forêt Nationale de Ouachita. À Malvern, la US 70 et la US 67 joignent l'I-30 et y forment un multiplex jusqu'aux limites de Little Rock. Au nord-est de Malvern, l'autoroute passe par Benton avant d'atteindre les limites de Little Rock. Entre Benton et son terminus est à l'I-40, l'I-30 possède six voies et jusqu'à 85 000 véhicules par jour l'empruntent. Alors que l'I-30 entre à Little Rock, l'I-430 quitte l'autoroute principale pour créer une voie de contournement à l'ouest de la ville. Au sud du centre-ville, l'I-30 croise le terminus ouest de l'I-440 et le terminus nord d'une autre autoroute auxiliaire, l'I-530. Cette dernière parcourt 46 miles (74 km) vers le sud, jusqu'à Pine Bluff. À cette intersection, l'I-30 se dirige vers le nord pour les derniers miles de la route. L'autoroute passe à travers le district du capitole de Little Rock. L'I-30 crée aussi une dernière autoroute auxiliaire, l'I-630, laquelle sépare le centre-ville en deux sections jusqu'à son terminus ouest, à l'ouest du centre-ville. Après avoir croisé l'I-630, l'I-30 traverse la rivière Arkansas et entre à North Little Rock où elle atteint son terminus est.

## Liste des sorties

### Texas
| Interstate 30                                                                          |                                    |                |        |        |                                                                                  | |
| Comté                                                                                  | Municipalité                       | mi             | km     | Sortie | Intersections / Destinations                                                     | Notes |
| Parker                                                                                 |                                    | 0,00           | 0,00   |        | I-20 ouest – Weatherford, Abilene                                                | Sortie direction ouest, entrée direction est; sortie 421 de l'I-20 est |
| Parker                                                                                 |                                    | 1,70           | 2,70   | 1A     | Walsh Ranch Parkway                                                              | |
| Tarrant                                                                                | Fort Worth                         | 2,30           | 3,70   | 1B     | Linkcrest Drive                                                                  | |
| Tarrant                                                                                | Fort Worth                         | 3,30           | 5,30   | 2      | Spur 580 (en) est                                                                | |
| Tarrant                                                                                | Fort Worth                         | 4,30           | 6,90   | 3      | RM 2871 (en) / Chapel Creek Boulevard                                            | |
| Tarrant                                                                                | Fort Worth                         | 5,20           | 8,40   | 5A     | Alemeda Street                                                                   | Sortie direction est, entrée direction ouest |
| Tarrant                                                                                | Fort Worth                         | 5,60           | 9,00   | 5      | I-820                                                                            | Indiqué sortie 5B (nord) et 5C (sud) en direction est; sortie 5A (nord) et 5B (sud) en direction ouest; sortie 3 de l'I-820                                                                                 |
| Tarrant                                                                                | Limite Fort Worth–White Settlement | 6,60           | 10,60  | 6      | Las Vegas Trail                                                                  | |
| Tarrant                                                                                | Limite Fort Worth–White Settlement | 7,50           | 12,10  | 7A     | Cherry Lane                                                                      | |
| Tarrant                                                                                | Fort Worth                         | 7,80           | 12,60  | 7B     | SH 183 (en) (Alta Mere Drive) / Spur 341 (en) (Lockheed Boulevard)               | |
| Tarrant                                                                                | Fort Worth                         | 8,80           | 14,20  | 8A     | Green Oaks Road                                                                  | Pas d'accès direct en direction est |
| Tarrant                                                                                | Fort Worth                         | 9,10           | 14,60  | 8B     | Ridgmar Boulevard / Ridglea Avenue                                               | |
| Tarrant                                                                                | Fort Worth                         | 9,70           | 15,60  | 9A     | Bryant Irvin Boulevard                                                           | |
| Tarrant                                                                                | Fort Worth                         | 10,10          | 16,30  | 9B     | US 377 sud (Camp Bowie Boulevard) / Horne Street                                 | Terminus ouest du multiplex avec US 377 |
| Tarrant                                                                                | Fort Worth                         | 11,10          | 17,90  | 10     | Hulen Streey                                                                     | |
| Tarrant                                                                                | Fort Worth                         | 12,20          | 19,60  | 11     | Montgomery Street – District culturel                                            | |
| Tarrant                                                                                | Fort Worth                         | 12,40          | 20,00  | 12A    | University Drive – Parcs municipaux, TCU, Zoo de Fort Worth                      | |
| Tarrant                                                                                | Fort Worth                         | 13,10          | 21,10  | 12B    | Rosedale Street                                                                  | Sortie direction est, entrée direction ouest |
| Tarrant                                                                                | Fort Worth                         | 13,30          | 21,40  | 12C    | Forest Park Boulevard                                                            | Pas d'accès direct en direction ouest (sortie via sortie 13A) |
| Tarrant                                                                                | Fort Worth                         | 13,40          | 21,60  | 12B    | Chisholm Trail Parkway (en)                                                      | Sortie direction ouest, entrée direction est |
| Tarrant                                                                                | Fort Worth                         | 13,60          | 21,90  | 13A    | Summit Avenue / 8th Avenue                                                       | Pas d'accès direct en direction est (sortie 13) |
| Tarrant                                                                                | Fort Worth                         | 14,50          | 23,30  | 13B    | SH 199 (en) (Henderson Street)                                                   | Pas d'accès direct en direction est (sortie 13) |
| Tarrant                                                                                | Fort Worth                         | 15,00          | 24,10  | 15A    | Lancaster Avenue / Cherry Street – Convention Center, Centre-ville de Fort Worth | Indiqué sortie 13 en direction est; accès à la Gare centrale de Fort Worth |
| Tarrant                                                                                | Fort Worth                         | 15,20          | 24,50  | 15     | I-35W / US 287 nord / US 377 nord – Denton, Waco                                 | Terminus est du multiplex avec US 377; sortie en direction est indiquée 15A, en direction ouest 15B (sud) et 15C (nord); sortie 51 de l'I-35W                                                               |
| Tarrant                                                                                | Fort Worth                         | 15,50          | 24,90  | 15B    | US 287 sud / SH 180 (en) (East Lancaster Avenue)                                 | Sortie direction est, entrée direction ouest |
| Tarrant                                                                                | Fort Worth                         | 16,60          | 26,70  | 16     | Riverside Drive                                                                  | Sortie direction ouest, entrée direction est; indiqué sortie 16A (sud) et 16B (nord) |
| Tarrant                                                                                | Fort Worth                         | 17,20          | 27,70  | 16C    | Beach Street                                                                     | Indiqué sortie 16 en direction est |
| Tarrant                                                                                | Fort Worth                         | 19,00          | 30,60  | 18     | Oakland Boulevard / Bridge Street                                                | |
| Tarrant                                                                                | Fort Worth                         | 19,40          | 31,20  | 19     | Brentwood Stair Road                                                             | Sortie et entrée en direction est |
| Tarrant                                                                                | Fort Worth                         | 21,30          | 34,30  | 21A    | I-820                                                                            | Indiqué sortie 21B (nord) et 21C (sud) en direction ouest; sortie 28 de l'I-820 |
| Tarrant                                                                                | Fort Worth                         | 21,50          | 34,60  | 21B    | Bridgewood Drive                                                                 | Indiqué sortie 21A en direction ouest |
| Tarrant                                                                                | Fort Worth                         | 23,50          | 37,80  | 23     | Cooks Lane                                                                       | |
| Tarrant                                                                                | Fort Worth                         | 24,40          | 39,30  | 24     | Eastchase Parkway                                                                | |
| Tarrant                                                                                | Arlington                          | 26,60          | 42,80  | 26     | Fielder Road                                                                     | |
| Tarrant                                                                                | Arlington                          | 27,40          | 44,10  | 27A    | Lamar Boulevard / Cooper Street                                                  | Indiqué sortie 27 en direction ouest |
| Tarrant                                                                                | Arlington                          | 27,80          | 44,70  | 27B    | FM 157 (en) (Collins Street) / Center Street                                     | Indiqué sortie 28A (Center Street) et 28B (FM 157) en direction ouest |
| Tarrant                                                                                | Arlington                          | 28,80          | 46,30  | 28     | Nolan Ryan Expressway / Baird Farm Road / AT&T Way                               | |
| Tarrant                                                                                | Arlington                          |                |        | —      | Baird Farm Road / AT&T Way                                                       | Accès réservé aux HOV; sortie direction ouest, entrée direction est |
| Tarrant                                                                                | Arlington                          |                |        | 29     | Ballpark Way / AT&T Way / Baird Farm Road                                        | |
| Tarrant                                                                                | Arlington                          |                |        | 30B    | SH 360 (en) – Aéroport D/FW                                                      | Échangeur en construction; sera indiqué sortie 30B (sud) et 30C (nord) |
| Tarrant                                                                                | Arlington                          | 30,80          | 49,60  | 30A    | SH 360 (en) / Six Flags Drive                                                    | Accès à l'Aéroport de Dallas-Fort Worth |
| Dallas                                                                                 | Grand Prairie                      | 32,30          | 52,00  | 32     | President George Bush Tunrpike (en) / SH 161 (en)                                | Signed as exits 32A (PGBT north) and 32B (PGBT south); access to SH 161 via exits 32A (eastbound) and 32B (westbound)                                                                                       |
| Dallas                                                                                 | Grand Prairie                      | 34,40          | 55,40  | 34     | Belt Line Road                                                                   | |
| Dallas                                                                                 | Grand Prairie                      | 35,80          | 57,60  | 36     | MacArthur Boulevard                                                              | |
| Dallas                                                                                 | Dallas                             | 39,50          | 63,60  | 38     | Loop 12 (en)                                                                     | |
| Dallas                                                                                 | Dallas                             | 40,10          | 64,50  | 39     | Cockrell Hill Road                                                               | |
| Dallas                                                                                 | Dallas                             | 41,30          | 66,50  | 41     | Westmoreland Road                                                                | |
| Dallas                                                                                 | Dallas                             | 41,90          | 67,40  | 42     | Hampton Road                                                                     | Indiqué sortie 42A (sud) et 42B (nord) en direction est |
| Dallas                                                                                 | Dallas                             | 43,80          | 70,50  | 44     | Sylvan Avenue                                                                    | Pas de sortie en direction est |
| Dallas                                                                                 | Dallas                             | 44,10          | 71,00  | 44     | Beckley Avenue                                                                   | Pas de sortie en direction ouest |
| Dallas                                                                                 | Dallas                             | Fleuve Trinity |        |        |                                                                                  | |
| Dallas                                                                                 | Dallas                             | 45,20          | 72,70  | 45     | I-35E (US 67 sud / US 77) – Denton, Waco                                         | Indiqué sortie 45A (nord) et 45B (sud) en direction est; indiqué sortie 46A en direction ouest; terminus ouest du multiplex avec US 67; sortie 427A-B (direction nord) et 428A-B (direction sud) de l'I-35E |
| Dallas                                                                                 | Dallas                             | 46,10          | 74,20  | 45C    | Lamar Street / Griffin Street                                                    | Sortie direction est, entrée direction ouest |
| Dallas                                                                                 | Dallas                             | 46,80          | 75,30  | 46A    | Griffin Street / Cadiz Street                                                    | Sortie direction ouest, entrée direction est |
| Dallas                                                                                 | Dallas                             | 47,10          | 75,80  | 46B    | Ervay Street                                                                     | Sortie direction ouest, entrée direction est |
| Dallas                                                                                 | Dallas                             | 47,40          | 76,30  | 47A    | Cesar Chavez Boulevard                                                           | Pas de sortie directe en direction est |
| Dallas                                                                                 | Dallas                             | 47,60          | 76,60  | 47B    | I-45 sud / US 75 nord (I-345 nord) – Houston, McKinney                           | Indiqué sortie 46 en direction est; sortie 284A de l'I-45; terminus nord de l'I-45; terminus sud de l'I-345                                                                                                 |
| Dallas                                                                                 | Dallas                             | 48,10          | 77,40  | 47C    | 2nd Avenue / 1st Avenue – Fair Park                                              | Indiqué sortie 47 en direction est |
| Dallas                                                                                 | Dallas                             | 48,60          | 78,20  | 48A    | Haskell Avenue / Peak Street / Carroll Avenue                                    | |
| Dallas                                                                                 | Dallas                             | 49,20          | 79,20  | 48B    | SH 78 (en) (East Grand Avenue) / Barry Avenue / Munger Boulevard – Fair Park     | |
| Dallas                                                                                 | Dallas                             | 49,80          | 80,10  | 49A    | SH 78 (en) (East Grand Avenue) / Winslow Avenue – Fair Park                      | |
| Dallas                                                                                 | Dallas                             | 50,20          | 80,80  | 49B    | Dolphin Road                                                                     | |
| Dallas                                                                                 | Dallas                             | 51,00          | 82,10  | 50A    | Lawnview Avenue                                                                  | Sortie direction est seulement |
| Dallas                                                                                 | Dallas                             | 51,20          | 82,40  | 50B    | Ferguson Road                                                                    | Indiqué sortie 50 en direction ouest |
| Dallas                                                                                 | Dallas                             | 52,50          | 84,50  | 52A    | Jim Miller Road                                                                  | |
| Dallas                                                                                 | Dallas                             | 52,70          | 84,80  | 52B    | St. Francis Avenue                                                               | |
| Dallas                                                                                 | Dallas                             | 53,30          | 85,80  | 53A    | Loop 12 (en) (Buckner Boulevard)                                                 | |
| Dallas                                                                                 | Limite Dallas–Mesquite             | 53,70          | 86,40  | 53B    | US 80 est – Terrell                                                              | Sortie direction est, entrée direction ouest |
| Dallas                                                                                 | Mesquite                           | 54,40          | 87,50  | 54     | Big Town Boulevard                                                               | |
| Dallas                                                                                 | Mesquite                           | 55,20          | 88,80  | 55     | Motley Drive                                                                     | |
| Dallas                                                                                 | Mesquite                           | 56,30          | 90,60  | 56A    | Gus Thomasson Road                                                               | |
| Dallas                                                                                 | Mesquite                           | 56,90          | 91,60  | 56B    | I-635                                                                            | Indiqué sortie 56B (nord) et 56C (sud); sortie 8A-B de l'I-635 |
| Dallas                                                                                 | Mesquite                           | 58,10          | 93,50  | 58     | Northwest Drive                                                                  | |
| Dallas                                                                                 | Garland                            | 59,20          | 95,30  | 59     | Belt Line Road / Broadway Boulevard                                              | |
| Dallas                                                                                 | Garland                            | 60,10          | 96,70  | 60A    | Rosehill Road                                                                    | |
| Dallas                                                                                 | Garland                            | 60,90          | 98,00  | 60B    | Bobtown Road                                                                     | Pas de sortie directe en direction ouest; sortie via sortie 61A |
| Dallas                                                                                 | Garland                            | 61,40          | 98,80  | 61A    | Zion Road                                                                        | |
| Dallas                                                                                 | Garland                            | 61,80          | 99,50  | 61B    | President George Bush Tunrpike (en)                                              | |
| Dallas                                                                                 | Garland                            | 62,40          | 100,40 | 62     | Bass Pro Drive                                                                   | |
| Dallas                                                                                 | Dallas                             | 64,40          | 103,60 | 64     | Dalrock Road                                                                     | |
| Rockwall                                                                               | Rockwall                           | 67,20          | 108,10 | 67A    | Village Drive / Horizon Road                                                     | Pas de sortie directe direction ouest; indiqué sortie 67 |
| Rockwall                                                                               | Rockwall                           | 67,60          | 108,80 | 67B    | FM 740 (en) (Ridge Road)                                                         | Indiqué sortie 67 en direction ouest |
| Rockwall                                                                               | Rockwall                           | 68,00          | 109,40 | 67C    | Frontage Road                                                                    | Sortie direction est, entrée direction ouest |
| Rockwall                                                                               | Rockwall                           | 69,00          | 111,00 | 68     | SH 205 (en) – Rockwall, Terrell                                                  | |
| Rockwall                                                                               | Rockwall                           | 70,20          | 113,00 | 69     | John King Boulevard                                                              | |
| Rockwall                                                                               | Rockwall                           | 70,60          | 113,60 | 70     | FM 3549 (en) (Stodghill Road) / Corporate Crossing                               | |
| Rockwall                                                                               | Fate                               | 72,70          | 117,00 | 73     | FM 551 (en) – Fate                                                               | |
| Rockwall                                                                               | Royse City                         | 75,10          | 120,90 | 74     | Frontage Road                                                                    | Sortie en direction est seulement |
| Rockwall                                                                               | Royse City                         | 75,80          | 122,00 | 75     | Frontage Road                                                                    | Sortie en direction ouest seulement |
| Rockwall                                                                               | Royse City                         | 76,80          | 123,60 | 76     | Erby Campbell Boulevard                                                          | |
| Rockwall                                                                               | Royse City                         | 77,40          | 124,60 | 77A    | FM 548 (en) – Royse City                                                         | |
| Rockwall                                                                               | Royse City                         | 78,00          | 125,50 | 77B    | FM 35 (en) (Epps Road)                                                           | |
| Hunt                                                                                   | Royse City                         | 79,80          | 128,40 | 79     | FM 1565 (en) sud / FM 2642 (en)                                                  | |
| Hunt                                                                                   |                                    | 81,40          | 131,00 | 81     | Frontage Road                                                                    | Sortie direction ouest, entrée direction est |
| Hunt                                                                                   |                                    | 83,50          | 134,40 | 83     | FM 1565 (en)                                                                     | |
| Hunt                                                                                   |                                    | 85,60          | 137,80 | 85     | FM 36 (en) – Caddo Mills                                                         | |
| Hunt                                                                                   |                                    | 87,90          | 141,50 | 87     | FM 1903 (en) – Caddo Mills                                                       | |
| Hunt                                                                                   |                                    | 90,20          | 145,20 | 89     | FM 1570 (en) – Aéroport de Greenville                                            | |
| Hunt                                                                                   | Greenville                         | 92,10          | 148,20 | 92     | Monty Stratton Parkway / Sayle Street                                            | |
| Hunt                                                                                   | Greenville                         | 92,90          | 149,50 | 93     | SH 34 (en) (Wesley Street)                                                       | |
| Hunt                                                                                   | Greenville                         | 94,50          | 152,10 | 94     | US 69 / US 380 (Joe Ramsey Boulevard) / US 69 Bus. (Moulton Street)              | |
| Hunt                                                                                   | Greenville                         | 96,10          | 154,70 | 95     | Division Street                                                                  | |
| Hunt                                                                                   | Greenville                         | 97,10          | 156,30 | 96     | Spur 302 (en)                                                                    | |
| Hunt                                                                                   | Greenville                         | 97,60          | 157,10 | 97A    | Frontage Road                                                                    | Direction ouest seulement |
| Hunt                                                                                   | Greenville                         | 98,00          | 157,70 | 97     | Lamar Street                                                                     | |
| Hunt                                                                                   |                                    | 102,30         | 164,60 | 101    | SH 24 (en) / FM 1737 (en) – Commerce, Paris                                      | |
| Hunt                                                                                   | Campbell                           | 104,80         | 168,70 | 104    | FM 513 (en) / FM 2649 (en) – Campbell, Lone Oak                                  | |
| Hopkins                                                                                |                                    | 111,20         | 179,00 | 110    | FM 275 (en) / FM 2649 (en) – Cumby                                               | |
| Hopkins                                                                                |                                    | 113,70         | 183,00 | 112    | FM 499 (en)                                                                      | |
| Hopkins                                                                                |                                    | 116,70         | 187,80 | 116    | FM 2653 (en) (Brashear Road) – Brashear                                          | |
| Hopkins                                                                                |                                    | 120,40         | 193,80 | 120    | US 67 Bus. nord                                                                  | |
| Hopkins                                                                                | Sulphur Springs                    | 123,10         | 198,10 | 122    | SH 11 (en) / SH 19 (en) (Hillcrest Drive) – Aéroport de Sulphur Springs          | |
| Hopkins                                                                                | Sulphur Springs                    | 124,20         | 199,90 | 123    | FM 2297 (en) (League Street)                                                     | |
| Hopkins                                                                                | Sulphur Springs                    | 125,10         | 201,30 | 124    | SH 154 (en) (Broadway Street) vers SH 11 (en) – Sulphur Springs                  | |
| Hopkins                                                                                | Sulphur Springs                    | 126,10         | 202,90 | 125    | Bill Bradford Road                                                               | |
| Hopkins                                                                                | Sulphur Springs                    | 127,80         | 205,70 | 126    | FM 1870 (en) (College Street)                                                    | |
| Hopkins                                                                                | Sulphur Springs                    | 128,10         | 206,20 | 127    | US 67 Bus. sud / Loop 301 (en)                                                   | |
| Hopkins                                                                                |                                    | 132,20         | 212,80 | 131    | FM 69 (en)                                                                       | |
| Hopkins                                                                                |                                    | 136,20         | 219,20 | 135    | US 67 nord                                                                       | Terminus est du multiplex avec US 67 |
| Hopkins                                                                                |                                    | 137,50         | 221,30 | 136    | FM 269 (en) (Weaver Road)                                                        | |
| Hopkins                                                                                |                                    | 141,80         | 228,20 | 141    | FM 900 (en) (Saltillo Road)                                                      | |
| Franklin                                                                               |                                    | 143,40         | 230,80 | 142    | County Line Road                                                                 | Pas de sortie en direction ouest |
| Franklin                                                                               | Mount Vernon                       | 147,30         | 237,10 | 146    | SH 37 (en) – Clarksville, Winnsboro                                              | |
| Franklin                                                                               | Mount Vernon                       | 148,50         | 239,00 | 147    | Spur 423 (en)                                                                    | |
| Franklin                                                                               |                                    | 150,80         | 242,70 | 150    | Ripley Road                                                                      | |
| Titus                                                                                  | Winfield                           | 154,40         | 248,50 | 153    | Spur 185 (en) – Winfield, Miller's Cove                                          | |
| Titus                                                                                  |                                    | 156,80         | 252,30 | 156    | Frontage Road                                                                    | |
| Titus                                                                                  | Mount Pleasant                     | 161,40         | 259,70 | 160    | US 271 vers US 67 / SH 49 (en) / FM 1734 (en) – Mount Pleasant, Paris, Pittsburg | |
| Titus                                                                                  | Mount Pleasant                     | 162,50         | 261,50 | 162    | US 271 Bus. FM 1402 (en) / FM 2152 (en) – Mount Pleasant                         | Indiqué sortie 162A (271 Bus. / FM 2152) et 162B (FM 1402) en direction ouest |
| Titus                                                                                  |                                    | 166,30         | 267,60 | 165    | FM 1001 (en)                                                                     | |
| Titus                                                                                  |                                    | 171,10         | 275,40 | 170    | FM 1993 (en)                                                                     | |
| Morris                                                                                 |                                    | 178,90         | 287,90 | 178    | US 259 – DeKalb, Daingerfield                                                    | |
| Bowie                                                                                  |                                    | 186,50         | 300,10 | 186    | FM 561 (en)                                                                      | |
| Bowie                                                                                  |                                    | 192,50         | 309,80 | 192    | FM 990 (en)                                                                      | |
| Bowie                                                                                  |                                    | 198,80         | 319,90 | 198    | SH 98 (en)                                                                       | |
| Bowie                                                                                  |                                    | 199,80         | 321,50 | 199    | US 82 – New Boston, DeKalb, Clarksville                                          | |
| Bowie                                                                                  | New Boston                         | 202,50         | 325,90 | 201    | SH 8 (en) – New Boston                                                           | |
| Bowie                                                                                  |                                    | 206,70         | 332,70 | 206    | Spur 86 (en) – TexAmericas Center                                                | |
| Bowie                                                                                  |                                    | 208,20         | 335,10 | 207    | Spur 594 (en) – Red River Army Depot                                             | |
| Bowie                                                                                  | Hooks                              | 209,50         | 337,20 | 208    | FM 560 (en) – Hooks                                                              | |
| Bowie                                                                                  |                                    | 212,70         | 342,30 | 212    | Spur 74 (en) – TexAmericas Center–East                                           | |
| Bowie                                                                                  | Leary                              | 214,50         | 345,20 | 213    | FM 2253 (en) – Leary                                                             | |
| Bowie                                                                                  | Nash                               | 218,80         | 352,10 | 218    | FM 989 (en) (Kings Highway) / FM 2878 (en) (Pleasant Grove Road)                 | |
| Bowie                                                                                  |                                    | 219,30         | 352,90 | 219    | University Avenue / Pecan Street                                                 | |
| Bowie                                                                                  | Texarkana                          | 220,40         | 354,70 | 220A   | I-369 sud / US 59 sud (The Loop) vers US 71 – Houston, Shreveport                | Terminus ouest du multiplex avec US 59 |
| Bowie                                                                                  | Texarkana                          | 221,10         | 355,80 | 220B   | FM 559 (en) (Richmon Road) / Pavillon Parkway                                    | |
| Bowie                                                                                  | Texarkana                          | 222,50         | 358,10 | 222    | SH 93 (en) / FM 1397 (en) (Summerhill Road)                                      | |
| Bowie                                                                                  | Texarkana                          | 223,74         | 360,07 | 223    | US 59 nord / US 71 (State Line Avenue) – Ashdown                                 | Terminus est du multiplex avec US 59 |
| Bowie                                                                                  | Texarkana                          | 223,74         | 360,07 |        | I-30 est – Little Rock                                                           | Continue en Arkansas |
| - Terminus de multiplex - Péage - Accès incomplet - Accès réservé aux HOV - Non-ouvert |                                    |                |        |        |                                                                                  | |

### Arkansas
| Interstate 30                             |                              |        |        |        |                                                                   | |
| Comté                                     | Municipalité                 | mi     | km     | Sortie | Intersections / Destinations                                      | Notes |
| Miller                                    | Texarkana                    | 0,00   | 0,00   |        | I-30 ouest – Dallas                                               | Continue au Texas                                                                                        |
| Miller                                    | Texarkana                    | 0,80   | 1,30   | 1      | Jefferson Avenue                                                  | |
| Miller                                    | Texarkana                    | 1,90   | 3,10   | 2      | Four States Fair Parkway                                          | |
| Miller                                    | Texarkana                    | 3,00   | 4,80   | 3      | I-49 (The Loop) – Houston, Shreveport, Fort Smith                 | Indiqué sortie 3A                                                                                        |
| Miller                                    | Texarkana                    | 6,30   | 10,10  | 7      | AR 108 (en) – Mandeville                                          | |
| Miller                                    |                              | 11,20  | 18,00  | 12     | US 67 – Fulton                                                    | Sortie direction est, entrée direction ouest                                                             |
| Hempstead                                 |                              | 17,50  | 28,20  | 18     | CR 1 vers AR 355 (en) nord – Fulton, Mineral Springs              | |
| Hempstead                                 | Hope                         | 29,70  | 47,80  | 30     | US 278 – Hope, Nashville                                          | |
| Hempstead                                 | Hope                         | 30,90  | 49,70  | 31     | AR 29 (en) – Hope                                                 | |
| Hempstead                                 |                              | 36,00  | 57,90  | 36     | AR 299 (en) – Emmet                                               | |
| Nevada                                    | Prescott                     | 43,80  | 70,50  | 44     | US 371 / AR 24 (en) – Prescott                                    | |
| Nevada                                    |                              | 45,80  | 73,70  | 46     | AR 19 (en) – Prescott                                             | |
| Clark                                     |                              | 53,30  | 85,80  | 54     | AR 51 (en) – Okolona, Gurdon                                      | |
| Clark                                     |                              | 62,50  | 100,60 | 63     | AR 53 (en) – Gurdon                                               | |
| Clark                                     |                              | 69,00  | 111,00 | 69     | AR 26 (en) est – Gum Springs                                      | |
| Clark                                     | Arkadelphia                  | 72,40  | 106,50 | 73     | AR 8 (en) / AR 51 (en) vers AR 26 (en) – Arkadelphia              | |
| Clark                                     | Caddo Valley                 | 77,30  | 124,40 | 78     | AR 7 (en) – Caddo Valley, Arkadelphia, Hot Springs                | |
| Hot Spring                                |                              | 82,30  | 132,40 | 83     | AR 283 (en) – Friendship                                          | |
| Hot Spring                                |                              | 90,90  | 146,30 | 91     | AR 84 (en) – Social Hill                                          | |
| Hot Spring                                | Rockport                     | 96,40  | 155,10 | 97     | AR 84 (en) vers AR 171 (en)                                       | |
| Hot Spring                                | Rockport                     | 97,80  | 157,40 | 98     | US 270 ouest – Hot Springs, Malvern                               | Terminus ouest du multiplex avec US 270; indiqué sortie 98A (est) et 98B (ouest)                         |
| Hot Spring                                | Rockport                     | 99,30  | 159,80 | 99     | US 270 est – Malvern                                              | Terminus est du multiplex avec US 270                                                                    |
| Saline                                    |                              | 106,00 | 170,60 | 106    | Old Military Road                                                 | |
| Saline                                    |                              | 111,00 | 178,60 | 111    | US 70 ouest – Hot Springs                                         | Terminus ouest du multiplex avec US 70                                                                   |
| Saline                                    |                              | 113,30 | 182,30 | 114    | US 67 sud                                                         | Terminus ouest du multiplex avec US 67                                                                   |
| Saline                                    | Benton                       | 115,10 | 185,20 | 116    | Sevier Street / South Street                                      | |
| Saline                                    | Benton                       | 116,50 | 187,50 | 117    | AR 5 (en) / AR 35 (en) – Benton                                   | |
| Saline                                    | Benton                       | 117,50 | 189,10 | 118    | Congo Road                                                        | |
| Saline                                    | Benton                       | 120,30 | 193,60 | 121    | Alcoa Road                                                        | |
| Saline                                    | Bryant                       | 122,60 | 197,30 | 123    | AR 183 (en) – Bryant, Bauxite                                     | |
| Saline                                    | Bryant                       | 124,10 | 199,70 | 124    | Bryant Parkway                                                    | |
| Limite Saline–Pulaski                     | Limite Alexander–Little Rock | 125,90 | 202,60 | 126    | AR 111 (en) (Alexander Road) – Alexander                          | |
| Pulaski                                   | Little Rock                  | 128,30 | 206,50 | 128    | Mabelvale West Road / Otter Creek Road / Bass Pro Parkway         | La sortie en direction ouest est avant la sortie 129                                                     |
| Pulaski                                   | Little Rock                  | 128,80 | 207,30 | 129    | I-430 nord – Fort Smith                                           | |
| Pulaski                                   | Little Rock                  | 130,00 | 209,20 | 130    | AR 338 (en) (Baseline Road) – Mabelvale                           | |
| Pulaski                                   | Little Rock                  | 131,30 | 211,30 | 131    | McDaniel Drive                                                    | Direction ouest seulement                                                                                |
| Pulaski                                   | Little Rock                  | 131,30 | 211,30 | 131    | Chicot Road                                                       | Direction est seulement                                                                                  |
| Pulaski                                   | Little Rock                  | 131,90 | 212,30 | 132    | US 70B est (University Avenue)                                    | |
| Pulaski                                   | Little Rock                  | 132,50 | 213,20 | 133    | Geyer Springs Road                                                | |
| Pulaski                                   | Little Rock                  | 133,80 | 215,30 | 134    | Scott Hamilton Drive / Stanton Road                               | |
| Pulaski                                   | Little Rock                  | 135,10 | 217,40 | 135    | 65th Street                                                       | |
| Pulaski                                   | Little Rock                  | 137,50 | 221,30 | 138A   | I-440 est – Aéroport de Little Rock, Port de Little Rock, Memphis | Indiqué sortie 138 en direction ouest                                                                    |
| Pulaski                                   | Little Rock                  | 137,70 | 221,60 | 138B   | I-530 sud / US 65 sud / US 167 sud – Pine Bluff, El Dorado        | Terminus ouest du multiplex avec US 65 / US 167; indiqué sortie 138 direction ouest; sortie 1 de l'I-530 |
| Pulaski                                   | Little Rock                  | 138,60 | 223,10 | 139A   | AR 365 (en) (Roosevelt Road)                                      | |
| Pulaski                                   | Little Rock                  | 139,40 | 224,30 | 139B   | I-630 ouest                                                       | |
| Pulaski                                   | Little Rock                  | 139,70 | 224,80 | 140    | 9th Street / 6th Street                                           | Indiqué sortie 140A (9th Street) et 140B (6th Street) en direction ouest                                 |
| Pulaski                                   | Little Rock                  | 140,50 | 226,10 | 141A   | AR 10 (en) (La Harpe Boulevard) / Clinton Avenue                  | |
| Pulaski                                   | North Little Rock            | 141,00 | 226,90 | 141B   | US 70 est (Broadway Street)                                       | Terminus est du multiplex avec US 70                                                                     |
| Pulaski                                   | North Little Rock            | 141,90 | 228,40 | 142    | Curtis Sykes Drive                                                | |
| Pulaski                                   | North Little Rock            | 143,02 | 230,17 | 143A   | I-40 ouest / US 65 nord / AR 107 (en) nord – Conway, Fort Smith   | Terminus est du multiplex avec US 65; sortie 153B de l'I-40                                              |
| Pulaski                                   | North Little Rock            | 143,02 | 230,17 | 143B   | I-40 est / US 67 nord / US 167 nord – Jacksonville, Memphis       | Terminus est du multiplex avec US 67 / US 167; sortie 153B de l'I-40                                     |
| - Terminus de multiplex - Accès incomplet |                              |        |        |        |                                                                   | |

## Autoroutes reliées
- Interstate 430
- Interstate 530
- Interstate 630